# Херма
Хермата (на старогръцки: ἑρμῆς, на гръцки: Ερμές) е вид скулптура в Древна Гърция.
Представлява нисък, четириъгълен каменен стълб, увенчан с изваяна глава или бюст, свързан с култа към Хермес в качеството му на бог на плодородието и покровител на пътниците. Много често в долната част на стълба е скулптриран еректирал фалос. Използва се за маркиране на граници на поземлени имоти, на държавни граници или се разполага по кръстопътища и пътища. Според някои учени наименованието на този паметник произлиза от гръцката дума eρμα, която означава, камък, скала.

## Външен вид
Хермата е колона с височината на човешка фигура, завършваща в горния си край със скулптрирана глава, често на Хермес. Фигурата е без тяло и крака, но със значителен фалос в предната си част. Обикновено се състои от три основни композиционни елемента – носещ стълб, глава и фалос. Колоната е четириъгълна, издялана от мрамор, някакъв друг камък, бронз или дърво, и понякога се стеснява нагоре. Главата е изработена детайлно и обхваща лицето, обикновено с брада, шията, тила и част от бюста. Фалосът, като символ на плодородието, се поставя на лицевата страна, в долната част на стълба и нерядко е изобразен еректирал. Според Платон често по ствола на хермата се поставят надписи или части от поеми. Понякога хермата се изработва с две лица, обърнати с тила си едно към друго, разположени върху обща колона и гледащи в срещуположни посоки.
През около 6 век пр.н.е. хермите започват да се изработват от камък с главата на Хермес, но от 5 век пр.н.е. някои от тях вече носят главите и на други божества, обикновено на Бакхус, Пан или фавните. Понякога това е образът на Афродита, в качеството ѝ на богиня на плодородието. В тези случаи хермата променя името си, в зависимост от това на кой бог е посветена. Например, ако е посветена на Арес, се нарича хермарес, на Атина – херматина, на Афродита – хермафродит и т.н. Както при гърците, така и при римляните, са изобразявани образите дори и на смъртни хора. Понякога формата е използвана за портретни бюстове на известни публични личности, философи и писатели, например Платон, Сократ, Сафо. Хермите се споменават в произведенията на Платон, Херодот, Езоп, Павзаний и други.

## Функции
Освен като маркировка на някакви граници, с херми често се отбелязват разстоянията от селата до централния град. В някои случаи изпълняват функциите на древен пътен знак. В Късната античност се поставят в полето или градините като свещен охранителен паметник, а понякога те са две, поставени една до друга и съединени с напречна греда. Слагат ги даже в цирковете, за защита, или като декоративен елемент в дворците и домовете.
По-късно, през епохата на Римската империя, херми се поставят на изходите на площади, в библиотеки или близо до входове, тъй като се вярвало, че те носят късмет и закрилят пътниците. На колоните започват да се появяват главите на римски богове – горския бог Силван и богът на пограничните стълбове Юпитер Терминус. В по-късни времена, с развитието на художествения вкус, хермите започват да променят формата и предназначението си. Използвани са като декоративни елементи, при които стълбовете обикновено се скосяват, а главите, които ги увенчават, все по-често принадлежат на реални личности. Постепенно хермите стават все по-често срещани, като част от стандартните декоративни елементи в архитектурата.
Хермата изпълнява функциите на закрилник на пътниците и се възприема от тях с уважение. Затова са ѝ поднасяни в дар различни плодове, житни класове, птици, зайци и друга храна. Скоро даровете, поднасяни на хермата, се превръщат в дарове за самите пътници, с които те се подкрепят по дългия си път.

## История
Хермите са широко разпространени в античния свят. Предполага се, че първите херми са представлявали просто крайпътна купчина камъни, с които пътниците почитали Хермес, вестител на боговете, закрилник на пътуващите и търговията, символ на плодородието. Според Херодот този култ съществува още при пеласгите в Аркадия и Тесалия, при които богът е покровител и на имотите и собствеността, и в чест на когото стълбове с главата на Хермес се поставят на границите между нивите на различни собственици. Традицията е възприета първо от древните атиняни, заедно с култа към Хермес, и постепенно се разпространява из околните земи. По-късно хермата започва да се появява по териториите на Римската империя, където фигурите обикновено са изобразени от кръста нагоре. Употребата ѝ е подновена през Ренесанса, където се видоизменя и приема вида на скулптирани атланти. Понякога на хермата се извайват и анонимни женски фигури, често прикрепени към стените като декорация.
Голям брой херми са издигнати из цяла Атина и винаги на ключови, най-видни места – до входовете на храмове и частни домове, близо до гробници, библиотеки, до най-посещаваните портици, на кръстопътища, в палестри, гимназиони, на агората. Атиняните привикват със съществуването им, защото независимо дали се занимават с бизнес, с някакви удоволствия, или просто се срещат с приятели, хермите винаги присъстват около тях. С тях са свързани религиозните чувства на елините, които засаждат цветя около хермите, изпитват към тях уважение, полагат грижи за добрия им вид и периодично натриват със зехтин половите им органи, за да си осигурят късмет. Самият Хермес все повече се свързва с живота в Атина – политически, социален, търговски, образователен, спортен.
Павзаний разказва за култа към Хермес в град Фара, обл. Ахая и провежданите там ритуали. Обект на тези ритуали е хермата, поставена на пазара в града, на която има надпис, че е осветена със символите на Месения. В предната ѝ част е поставено каменно огнище и към него с олово са закрепени бронзови лампи. Привечер оракулът прекадява тамян в огнището, пълни и запалва лампите и поставя медна монета вдясно на хермата. Тогава задава в ухото на бога конкретен въпрос, запушва ушите си и напуска пазара. След като излезе извън обсега на хермата и целия пазар, отпушва уши, чува отговора на бога и го предава на хората.
В края на май 415 година пр. Хр., само за една нощ, голяма част от хермите в Атина са обезобразени, осквернени или напълно унищожени от неизвестни лица. Улиците, площадите, портиците, пазарите и домовете са лишени от техните покровители. Такова светотатство предизвиква у религиозните атиняни обида, възмущение и силен гняв. Това се случва няколко дни преди потеглянето на Сицилианската експедиция, ръководена от Алкивиад. Използвайки гнева на хората, политическите му противници го обвиняват както в изпочупването на хермите, така и в други религиозни нарушения. Осъден е на смърт и това става една от причините за провала на самата експедиция.

## Херми в България
На територията на България също са откривани херми, макар и доста по-рядко. Няколко характерни херми се намират във вила Армира, античен комплекс от постройки от преди 2000 години край Ивайловград. Изображенията са на млади момчета, изваяни в чест на бог Хермес. Счита се, че за тях са позирали местни младежи и това е най-богатата галерия с образи на древните обитатели на този район. Мраморните глави са откраднати през 90-те години на миналия век и се издирват и събират от различни краища на света в продължение на 15 години. От изчезналите херми една-единствена не е открита, а всички останали са върнати в България. Каталогизирани са в Националния археологически музей, но са заети временно и са експонирани във вила Армира.
През 2011 година Националният археологически институт получава като дарение двуглава херма от антична Сердика. Тя е изработена от местен бял варовик и датирана към 170 – 180 г. Предполага се, че е била поставена в близост до форума, централния площад на римска Сердика.
През 2014 година в Националния исторически музей постъпва римска мраморна херма от втората половина на II век. Висока е 102 cm и се скосява нагоре. Открита е в района на Сандански, което предполага, че произхожда от Никополис ад Неструм.

## Галерия
- Херми в Националния археологически музей в Атина
- Херма на Демостен (280 г. пр.н.е.)
- Хермес, римско копие от хермата на Алкамен
- Херма на Херакъл, римско копие на гръцка херма от 5 век пр.н.е.
- Афродита с херма на Дионис в Британския музей
- Хермафродит (Афродита с мъжки гениталии)